# تاكومي وادا
تاكومي وادا (باليابانية: 和田 拓三) (20 أكتوبر 1981 في شيزوكا في اليابان – )؛ هو لاعب كرة قدم ياباني سابق كان يلعب كمدافع.

## وصلات خارجية
- تاكومي وادا على موقع رابطة كرة القدم اليابانية للمحترفين (اليابانية)
- تاكومي وادا على موقع قاعدة بيانات كرة القدم.إي يو (الإنجليزية)
- تاكومي وادا على موقع Soccerway.com (الإنجليزية)
- تاكومي وادا على موقع عالم كرة القدم.نت (الإنجليزية)
- تاكومي وادا على موقع كووورة
- تاكومي وادا على موقع ShortTrackOnLine.info (الإنجليزية)